# Challenge Desgrange-Colombo
La Challenge Desgrange-Colombo fue una clasificación para determinar el mejor ciclista de cada temporada y que existió entre 1948 y 1958. Al acabar la Segunda Guerra Mundial empezaron a surgir las primeras ideas de trofeos para premiar a los mejores ciclistas del mundo. Así se creó la Challenge Desgrange-Colombo (en honor a los periodistas y organizadores ciclistas Henri Desgrange y Emilio Colombo, organizada por los diarios L'Équipe, La Gazzetta dello Sport, Het Nieuwsblad-Sportwereld y Les Sports.
En función de las clasificaciones al Tour de Francia, Giro de Italia, Milán-San Remo, París-Roubaix, Tour de Flandes, Flecha Valona, París-Bruselas, París-Tours y Giro de Lombardía se escogía al mejor ciclista de la temporada. En 1949 se añadió la Vuelta a Suiza, en 1951 la Lieja-Bastogne-Lieja y en 1958 la Vuelta a España. 
El objetivo de esta clasificación era presionar a los mejores ciclistas de la época a participar en las carreras que conformaban la Desgrade-Colombo.
El primer vencedor fue el belga Alberic Schotte (vencedor del Tour de Flandes y el Campeonato del mundo de ciclismo en ruta). El suizo Ferdi Kubler ganó la Challenge tres veces (1950, 1952 y 1954), al igual que Fred De Bruyne, vencedor de las tres últimas ediciones.

## Palmarés
| Año  | Primero          | Segundo         | Tercero          | Cuarto           | Quinto           |
| ---- | ---------------- | --------------- | ---------------- | ---------------- | ---------------- |
| 1948 | Briek Schotte    | Fermo Camellini | Gino Bartali     | Fiorenzo Magni   | Vito Ortelli     |
| 1949 | Fausto Coppi     | Gino Bartali    | Fiorenzo Magni   | Nedo Logli       | Adolfo Leoni     |
| 1950 | Ferdi Kübler     | Fiorenzo Magni  | Hugo Koblet      | Fausto Coppi     | Gino Bartali     |
| 1951 | Louison Bobet    | Ferdi Kübler    | Fiorenzo Magni   | Hugo Koblet      | Gino Bartali     |
| 1952 | Ferdi Kübler     | Fausto Coppi    | Stan Ockers      | Briek Schotte    | Jean Robic       |
| 1953 | Loretto Petrucci | Louison Bobet   | Stan Ockers      | Pasquale Fornara | Ferdi Kübler     |
| 1954 | Ferdi Kübler     | Raymond Impanis | Louison Bobet    | Germain Derijcke | Roger Decock     |
| 1955 | Stan Ockers      | Louison Bobet   | Jean Brankart    | Hugo Koblet      | Germain Derijcke |
| 1956 | Fred De Bruyne   | Stan Ockers     | Jean Forestier   | André Vlayen     | Louison Bobet    |
| 1957 | Fred De Bruyne   | Raymond Impanis | Gastone Nencini  | Louison Bobet    | Miguel Poblet    |
| 1958 | Fred De Bruyne   | Rik van Looy    | Jacques Anquetil | Miguel Poblet    | Ercole Baldini   |